# A Kiss for Susie
A Kiss for Susie è un film muto del 1917 diretto da Robert Thornby. Prodotto da Julia Crawford Ivers e sceneggiato da Harvey F. Thew su un soggetto di Paul West, aveva come interpreti Vivian Martin, Tom Forman, John Burton, Jack Nelson, Pauline Perry, Chris Lynton. La fotografia si deve a James C. Van Trees.

## Trama
La signora Burnham vorrebbe che il figlio Phil rispettasse il suo ruolo di giovane ricco e introdotto nell'alta società. Ma Phil preferisce dedicarsi agli affari, come suo padre, e non ha paura di affrontare la gavetta. Nascondendo la sua vera identità, lavora come assistente muratore. Conosce così Susie Nolan, che porta il pranzo al padre Jim, operaio della fabbrica di mattoni. Phil e Susie si innamorano. Quando, però, i Nolan ricevono - alla morte di un ricco parente - una grossa eredità, cominciano a mettere su arie, trattando Phil da cacciatore di dote. Susan, amareggiata dal comportamento dei suoi, decide di investire tutto il denaro in un affare fasullo così da sbarazzarsi di quei soldi che portano l'infelicità in famiglia. Jim, di nuovo povero, è costretto a tornare alla fornace. Phil, allora, gli rivela la sua vera identità e gli offre il suo vecchio lavoro. Poi chiede a Susie di sposarlo.

## Produzione
Il film fu prodotto dalla Pallas Pictures, una piccola casa di produzione che sarebbe stata in seguito inglobata dalla Paramount Pictures.

## Distribuzione
Il copyright del film, richiesto dalla J. C. Ivers, fu registrato l'11 luglio 1917 con il numero LP11093.
Distribuito dalla Paramount Pictures, il film uscì nelle sale cinematografiche statunitensi il 2 agosto 1917. In Svezia, con il titolo Guldet som glimmade, fu distribuito il 16 febbraio 1920; in Finlandia, il 28 novembre 1921.
Non si conoscono copie ancora esistenti della pellicola che viene considerata presumibilmente perduta.